# Aston Martin DBR4
Chronologie des modèles (1959 - 1960)
Aucun Aston Martin DBR5
L'Aston Martin DBR4 est une monoplace de Formule 1 ayant couru quatre Grands Prix du championnat du monde de Formule 1 1959 et le Grand Prix automobile des Pays-Bas 1960 avec Roy Salvadori et Carroll Shelby.

## Historique
L'Aston Martin DBR4 effectue des débuts encourageants lors de l'International Trophy, le 2 mai 1959. Sur le circuit de Silverstone, Roy Salvadori, qui s'était qualifié en première ligne, termine deuxième de la course derrière la Cooper de Jack Brabham. Les résultats sont nettement plus décevants en championnat du monde. Lors du Grand Prix des Pays-Bas 1959, Carroll Shelby et Roy Salvadori se qualifient respectivement dixième et treizième ; aucun des deux ne termine la course à cause de problèmes de  moteur.
L'Aston Martin est engagée en Grande-Bretagne aux mains des mêmes pilotes : Salvadori se qualifie deuxième juste derrière Jack Brabham et termine la course sixième quand Shelby se qualifie sixième puis abandonne à cause d'un problème technique.
Au Portugal, Salvadori se qualifie treizième et Shelby douzième ; ils terminent la course huitième et sixième.
En Italie, Salvadori se qualifie dix-septième et abandonne en course à cause de son moteur ; Shelby se qualifie dix-neuvième et finit dixième.
En 1960, seul Salvadori est engagé aux Pays-Bas, mais il ne prend pas le départ à cause d'un désaccord avec les organisateurs.

## Résultats en championnat du monde de Formule 1
| Saison | Écurie                  | Moteur              | Pneus  | Pilotes        | Courses | Courses | Courses | Courses | Courses | Courses | Courses | Courses | Courses | Courses | Points inscrits | Classement |
| Saison | Écurie                  | Moteur              | Pneus  | Pilotes        | 1       | 2       | 3       | 4       | 5       | 6       | 7       | 8       | 9       | 10      | Points inscrits | Classement |
| ------ | ----------------------- | ------------------- | ------ | -------------- | ------- | ------- | ------- | ------- | ------- | ------- | ------- | ------- | ------- | ------- | --------------- | ---------- |
| 1959   | David Brown Corporation | Aston Martin RB6 L6 | Avon   |                | MON     | 500     | P-B     | FRA     | GBR     | ALL     | POR     | ITA     | USA     |         | 0               | non classé |
| 1959   | David Brown Corporation | Aston Martin RB6 L6 | Avon   | Roy Salvadori  |         |         | Abd     |         | 6e      |         | 6e      | Abd     |         |         | 0               | non classé |
| 1959   | David Brown Corporation | Aston Martin RB6 L6 | Avon   | Carroll Shelby |         |         | Abd     |         | Abd     |         | 8e      | 10e     |         |         | 0               | non classé |
| 1960   | David Brown Corporation | Aston Martin RB6 L6 | Dunlop |                | ARG     | MON     | 500     | P-B     | BEL     | FRA     | GBR     | POR     | ITA     | USA     | 0               | non classé |
| 1960   | David Brown Corporation | Aston Martin RB6 L6 | Dunlop | Roy Salvadori  |         |         |         | Np.     |         |         |         |         |         |         | 0               | non classé |

Légende : ici